# Flughafen Tunggul Wulung

i8
i11
i13
Der Flughafen Tunggul Wulung (indonesisch Bandar Udara Tunggul Wulung) ist ein indonesischer Flughafen auf der Insel Java. Er bedient die Stadt Cilacap in der Region Jawa Tengah.
Die einzige Fluggesellschaft, die Flüge ab Tunggul Wulung anbietet, ist die indonesische Regionalfluggesellschaft Susi Air, welche ab hier eine Flugroute nach Jakarta betreibt.